# Gavin Johnson
Gavin Keith Johnson (Provincia de Limpopo, 17 de octubre de 1966) es un exjugador sudafricano de rugby que se desempeñaba como wing o fullback.

## Selección nacional
Debutó con los Springboks en 1993 ante Argentina y jugó irregularmente en ellos hasta su retiro internacional en 1995. En total disputó 7 partidos y marcó 86 puntos.[

### Participaciones en Copas del Mundo
Disputó una sola Copa del Mundo; Sudáfrica 1995 donde se consagró campeón del Mundo. En cuartos de final ante Samoa, los Springboks jugaron con mayoría suplentes y Johnson fue el pateador. Se retiró de la selección acabado el torneo.
| Mundial                       | Sede      | Resultado | PJ | Pts |
| ----------------------------- | --------- | --------- | -- | --- |
| Copa Mundial de Rugby de 1995 | Sudáfrica | Campeón   | 3  | 23  |

## Palmarés
- Campeón del Super 10 de 1993.
- Campeón de la Currie Cup de 1993 y 1994.
- Campeón de la Anglo-Welsh Cup de 1997-98.